# 1000 godina
1000 godina, singl ploča srpskog rock sastava Partibrejkers. Objavljena je 1984. u izdanju diskografske kuće Jugoton. Na B strani nalazi se pjesma "Večeras".

## Popis pjesama
| 1. | »1000 godina« | 4:30 |

| Br. | Skladba   | Trajanje |
| --- | --------- | -------- |
| 1.  | »Večeras« | 3:03     |

## Izvođači
- Zoran Kostić Cane - vokal
- Nebojša Antonijević Anton - gitare
- Ljubiša Konstadinović - gitara
- Goran Bulatović Manza - bubnjevi

### Produkcija
- Miroslav Cvetković - ton majstor
- Nebojša Antonijević - dizajn